# Эквивалентная ширина

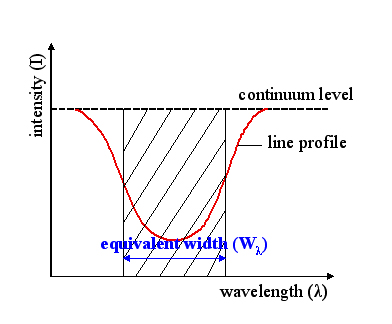
Диаграмма, показывающая эквивалентную ширину, соответствующую линии поглощения, которая показана красным

 Эквивалентная ширина (англ. Equivalent width) спектральной линии является мерой площади линии на графике зависимости интенсивности от длины волны. Он определяется путём формирования прямоугольника с высотой, равной высоте непрерывного излучения, и определения ширины, при которой площадь прямоугольника равна площади спектральной линии. Это мера силы спектральных особенностей, которая в основном используется в астрономии.

## Определение
Формально эквивалентная ширина задаётся уравнением:
{\displaystyle W_{\lambda }=\int (1-F_{\lambda }/F_{0})d\lambda },
здесь {\displaystyle F_{0}} представляет интенсивность континуума по обе стороны от функции поглощения
(или излучения); {\displaystyle F_{\lambda }} представляет интенсивность по всему интересующему нас
диапазону длин волн. Тогда {\displaystyle W_{\lambda }} представляет ширину гипотетической
линии, которая падает до нулевой интенсивности и имеет «тот же интегрированный дефицит потока из континуума, что и истинный». Это уравнение может быть применено как к излучению, так и к поглощению, но применительно к излучению значение {\displaystyle W_{\lambda }} является отрицательным, и поэтому используется абсолютное значение.

## Приложения
Эквивалентная ширина используется в качестве количественной меры силы спектральных характеристик. Эквивалентная ширина является удобным выбором, поскольку формы спектральных характеристик могут варьироваться в зависимости от конфигурации системы, которая создаёт линии. Например, линия может испытывать доплеровское уширение из-за движений газа, испускающего фотоны. Фотоны будут смещены от центра линии, что делает высоту эмиссионной линии плохим показателем её общей силы. С другой стороны, эквивалентная ширина «измеряет долю энергии, удалённой из спектра линией», независимо от уширения, присущего линии или детектора с плохим разрешением. Таким образом, эквивалентная ширина может во многих условиях привести к измерению числу поглощающих или излучающих атомов.
Например, измерения эквивалентной ширины альфа-перехода Бальмера в звёздах типа T Тельца используются для классификации отдельных звёзд типа T Тельца как классических, так и со слабыми линями. Кроме того, эквивалентная ширина используется при изучении звездообразования в альфа-Лайман галактиках поскольку эквивалентная ширина линии альфа-Лайман связана со скоростью звездообразования в галактике. Эквивалентная ширина также используется во многих других ситуациях, когда необходимо количественное сравнение между силами линий.